# Last Days Of Eden
Last Days of Eden är en spansk musikgrupp som spelar symphonic power metal med inslag av folk metal. De är aktiva sedan 2011 och medlemmarna kommer bland annat från band som DarkSun, Sauze och Nexxo.

## Medlemmar

### Nuvarande medlemmar
- Adrián Huelga – basgitarr
- Juan Gómez – keyboard
- Ani M. Fojaco – sång (2011– )
- Dani González (aka Dani G.) – gitarr, sång (2011– )
- Leo Duarte – trummor (2017– )
- Sara Ember – fiol (2017– )
- Andrea Joglar – säckpipa, visselpipa (2018– )

### Tidigare medlemmar
- Jorge Ruiz – basgitarr (2011–?)
- Manuel Morán – trummor (2011–?)
- Alberto Ardines – trummor (?–2016)
- Christian Bada – trummor (2016–2017)
- Gustavo Rodriguez – säckpipa
- Pindy Diaz – säckpipa, visselpipa, flöjt (2016–2018)

## Diskografi

### Studioalbum/EP
- Paradise (EP) – 2014
- Ride The World (studioalbum) – 2015
- Traxel Mör (studioalbum) – 2017
- Chrysalis (studioalbum) – 2018

### Singlar/musikvideor
- "Paradise" – 2014
- "Invincible" – 2015
- Here Come The Wolves (lyric video) – 2015
- "The Piper's Call" – 2016
- Ride The World (road movie) – 2016
- La Lluna Brilla (lyric video) – 2017
- "Falling In The Deep" – 2018